# Козинка (приток Соти)
Козинка — река в России, протекает в Первомайском районе Ярославской области. Исток реки находится к северу от деревни Филино. Устье реки находится в 119 км по правому берегу реки Соть от её устья. Длина реки составляет 20 км, площадь бассейна — 142 км².
Крупнейшие притоки: Корышиха (слева), Копыл (слева).
В XIX веке река называлась Ко́за. Так указано на картах 1798 и 1855—1857 гг., а также в ряде справочников середины 1800-х гг. (встречаются формулировки типа «при реке Козе»).
Сельские населённые пункты около реки: Пищалево, Холм, Петрилово, Киево, Черепаново, Красново, Гусево, Сосновка, Заречье, Коза, Закопылье, Рубеженка.

## Данные водного реестра
По данным государственного водного реестра России относится к Верхневолжскому бассейновому округу, водохозяйственный участок реки — Волга от Рыбинского гидроузла до города Кострома, без реки Кострома от истока до водомерного поста у деревни Исады, речной подбассейн реки — Волга ниже Рыбинского водохранилища до впадения Оки. Речной бассейн реки — (Верхняя) Волга до Куйбышевского водохранилища (без бассейна Оки).
Код объекта в государственном водном реестре — 08010300212110000011580.